# Kamenci
Kamenci is een plaats in de gemeente Ozalj in de Kroatische provincie Karlovac. De plaats telt 3 inwoners (2001).